# Matrox
Matrox Electronic Systems Ltdは、PC向けグラフィックスカード（ビデオカード）/GPU、放送・業務用ノンリニア編集機器、産業用画像入出力装置などのメーカー。かつてはサーバー用ネットワーク機器も手がけていたが撤退している。本社所在地はカナダ、ケベック州ドーバル市。
1976年にローン・トロティエ（Lorne Trottier）とブランコ・マチク（Branko Matić）によって創業された。
Matroxという社名は創業者であるマチク（Matić）とトロティエ（Trottier）の名をつなぎ、これに優れた（excellence）という意味を込めて「X」を加えたものである。
各事業部ごとに別会社となっており、公式サイトや輸入代理店などもそれぞれ別々に構成されている。

## PC向けグラフィックス (Graphics)

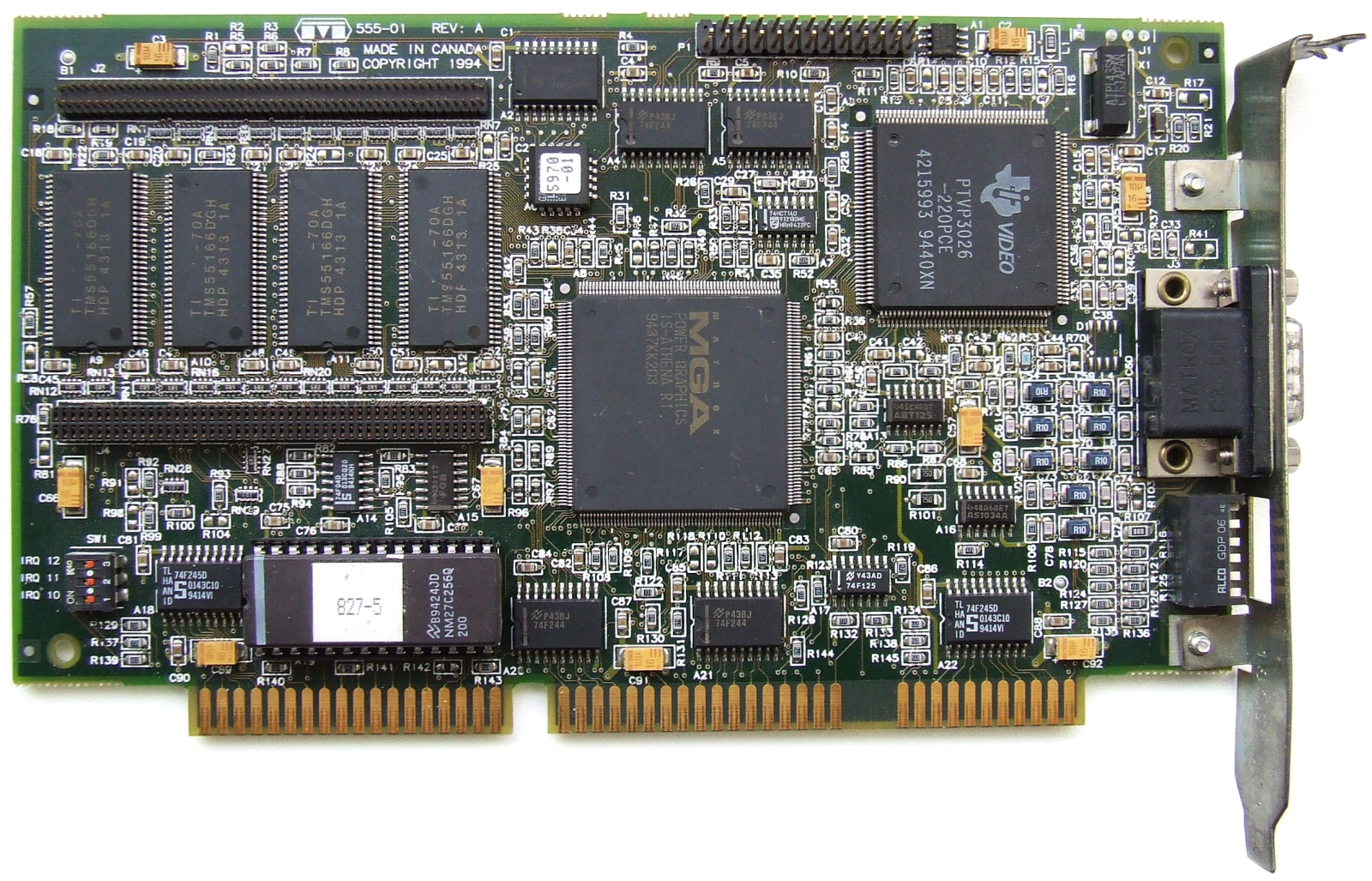
Matrox Impression Plus

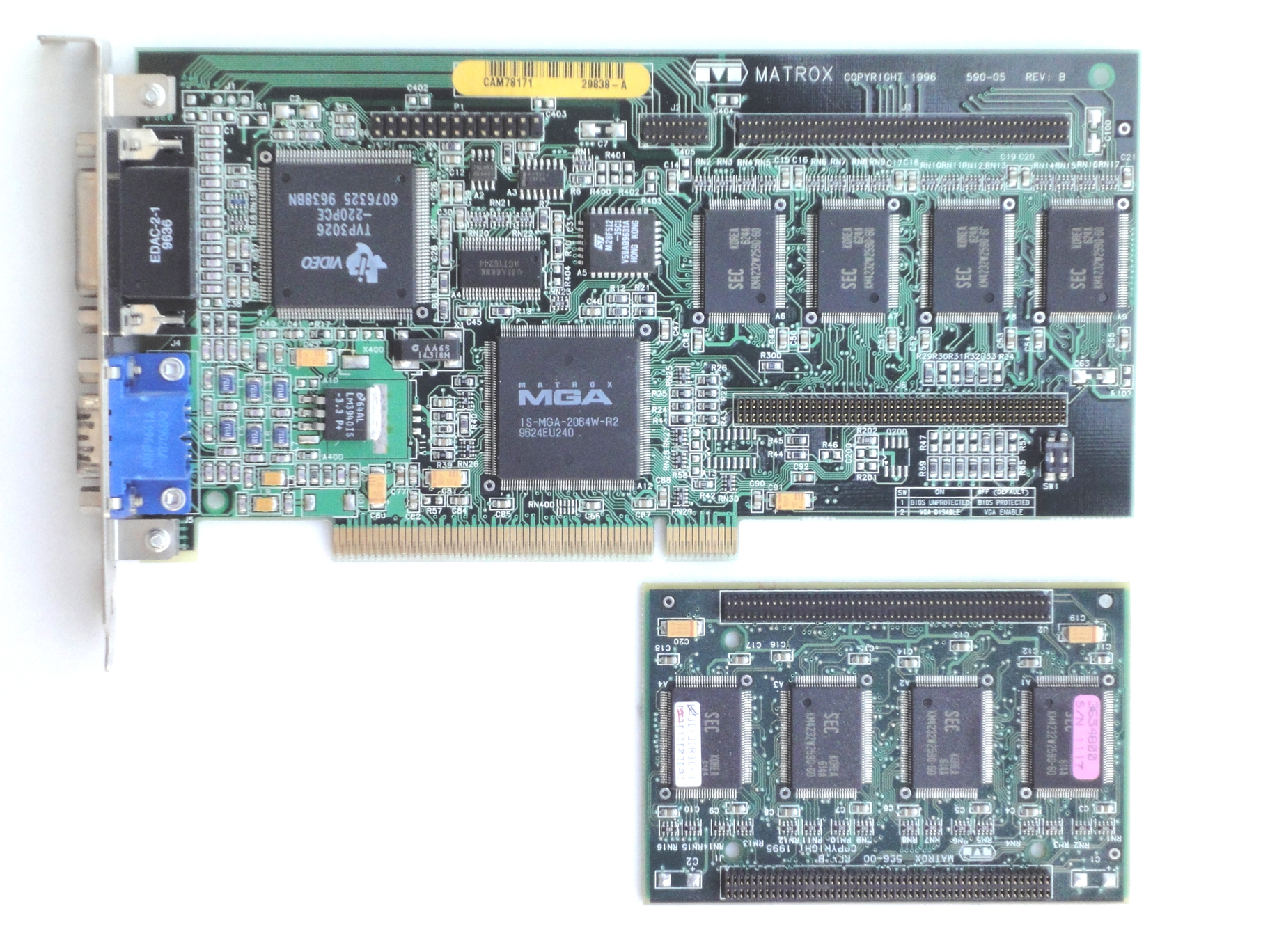
Matrox Millennium

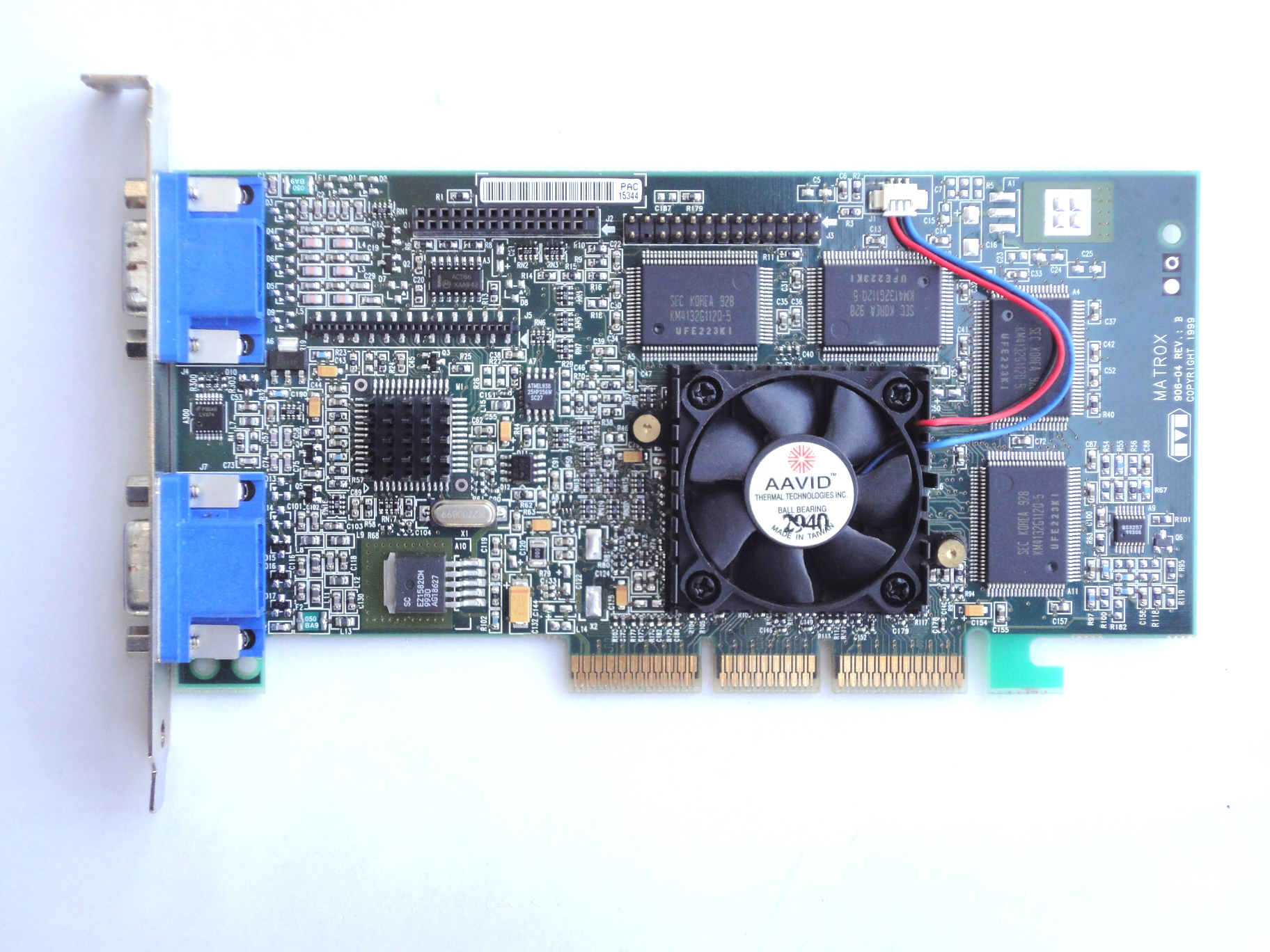
Millennium G400 MAX

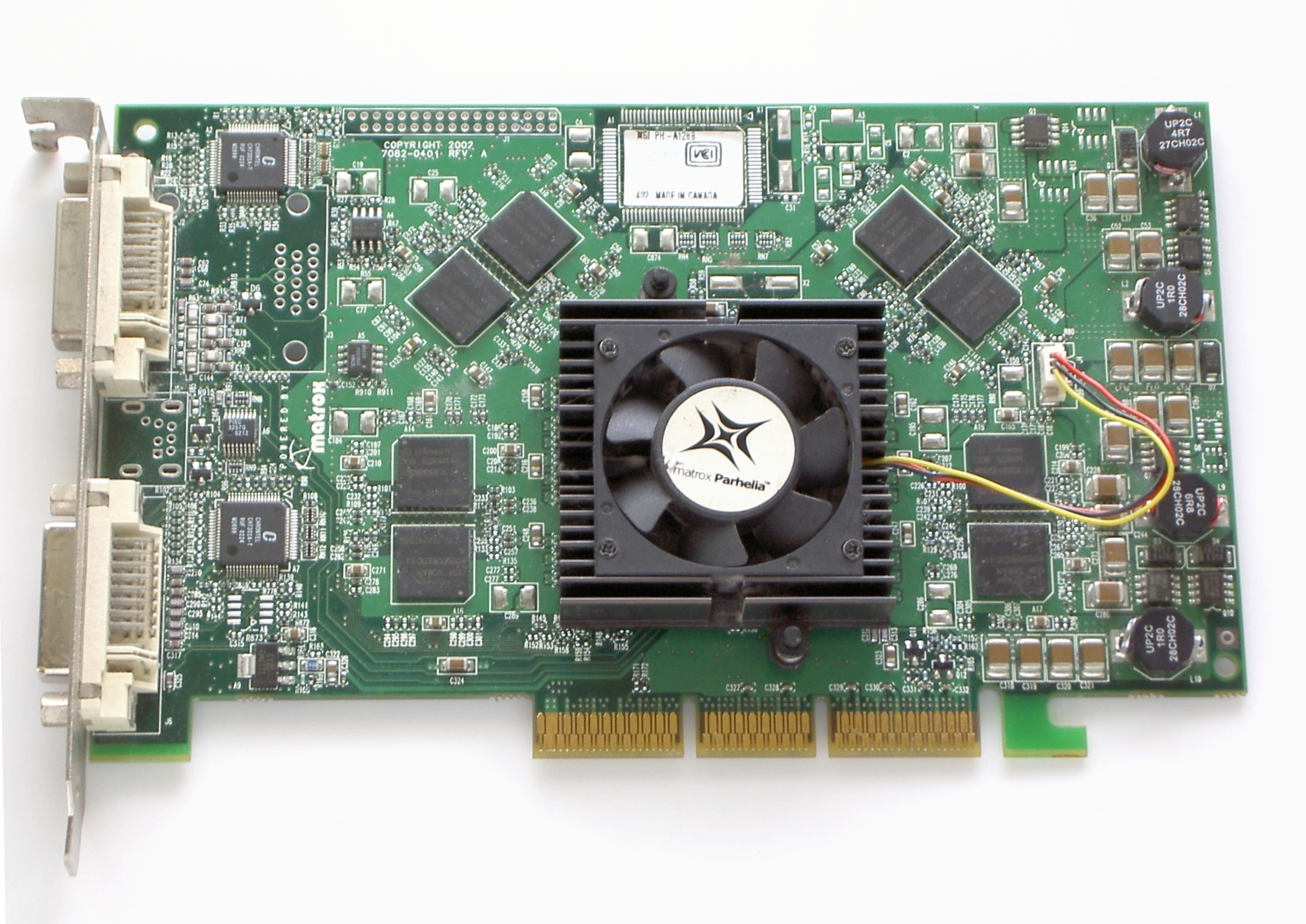
Matrox Parhelia

1999年以降のMatroxは、複数台のモニタを単一のカードによって表示させる機能を持ったグラフィックスカード/GPUを中心にラインナップしている。その顧客も主に業務用途のユーザーを念頭に置いており、主な対象となるのは金融、医療、ビデオ編集、軍事などの分野である。
1990年代前半から中盤にかけ、Matrox Millenniumシリーズは2Dの描画速度において、圧倒的な高性能を発揮し、同時に、シャープな画質でも知られていた（当時のモニターはCRTが主流であり原理的に「にじみ」が発生しやすかった）。しかし、コンシューマー分野において3D（3Dゲーム）の描画性能が重要視されるようになると、Matroxの市場シェアは少しずつ落ちていった。それに対して、MatroxはDirectXに対応し、3D性能も改善させたG400を市場に投入したが、その後のG450、G550では性能向上はおこなわれず、多くのコンシューマーの要求に答えることはなかった。
2002年には設計を刷新した Parhelia-512を投入し、同社のパフォーマンス市場への復帰が期待された。しかしコンシューマー向け市場で成功を収めることはできず、以降はビジネス向け・産業向けの製品が主力となっている。
2005-2006年には既存のディスプレイ出力にマルチディスプレイ出力機能を付与するコンソールであるDualHead2GoとTripleHead2GoというGraphics eXpansion Modulesと称するグラフィックボックス製品がリリースされている。
2008年、久々の新グラフィックスカード「Mシリーズ」を発表した。
AMD（旧ATI）とNVIDIAがPC向けGPU市場を独占した（CPU内蔵GPUに関してはインテルも含む）2000年代以降も、業務用マルチディスプレイと言う特殊な用途もあって自社のグラフィックスカードに自社開発のGPUを採用し続けていたが、2014年9月、ついにAMDのGPUを採用した業務用グラフィックスカード「Cシリーズ」を発表した。2020年1月には、NVIDIA Quadroのカスタムチップを採用した組み込み向けグラフィックスカード「Dシリーズ」を発表した。
Mシリーズの製造・販売は、2022年現在もまだ続けられている。
Mシリーズは自社製GPUを採用した最後のモデルで、発売から10年以上の長期安定供給を誇り、部品の仕様変更や終息によってシステムを変更することが難しい産業用のシステムに多数導入されている。

### Matrox Graphics製品
代表的なビデオカード製品
- Ultima（MGA-I）シリーズ
  - Impression（MGA-II）シリーズ
- Millenniumシリーズ
  - Mystiqueシリーズ
  - Millennium IIシリーズ
  - Mystique 220シリーズ
- Millennium G200シリーズ
  - Marvelシリーズ
  - Productiva G100シリーズ
- Millennium G400シリーズ
  - Millennium G450シリーズ
  - Millennium G550シリーズ
- Parheliaシリーズ
  - Millennium P650シリーズ
  - Millennium P750シリーズ
  - Parhelia APVeシリーズ
  - QIDシリーズ
  - Millennium P690シリーズ
- Mシリーズ

各カードの名称について、Millennium（千年紀）、Ultima（究極）、Impression（感銘）、Mystique（神秘）、Marvel（驚異）、Parhelia（幻日）という意味をそれぞれ持っている。
Millenniumシリーズなどで、Gから始まるシリーズについて、その文字はGenesis（創世記）を意味する。PはParheliaである。
Graphics eXpansion Modules (GXM)
- DualHead2Go

2台のモニタとPCに外付けで接続し、手軽にデュアルモニタ環境を作れるグラフィックボックス。アナログ版(本体にDsub15入力ポート×1 + Dsub15出力ポート×2)とデジタル版(本体にDsub15入力ポート×1 + DVI-I出力ポート×2)がある。デスクトップだけでなくノートPCでも使用できる。
- TripleHead2Go

3台のモニタとPCに外付けで接続し、手軽にトリプルモニタ環境を作れるグラフィックボックス。アナログ版(本体にDsub15入力ポート×1 + Dsub15出力ポート×3)とデジタル版(本体にDsub15入力ポート×1 + DVI-I出力ポート×3)がある。ノートPCからも利用可能。
デジタル版の独自の新機能として、3Dゲーム等で複数モニタにまたがって画像をオーバーレイ表示する場合に、画面の一部を省略する処理をするMonitor Bezel Management機能がある。これにより、モニタのフレーム部分の裏側で映像が繋がっているように描画することができる。
これらの製品は同社のビデオカードと組み合わせても動作せず、インテルのチップセット内蔵グラフィックスおよびNVIDIAとATIのビデオカードの出力にしか対応していない。

## ノンリニア編集機器 (Video)
個人用・業務用のリアルタイム編集機器RTシリーズ、および放送用、業務用のHD/SDリアルタイム編集機器、Matrox Axioを製造、販売している。

### Matrox Video製品
代表的な製品ブランド
- Matrox MXO
- Matrox MXO2シリーズ
- RTシリーズ
- Axioシリーズ

## 産業用画像入出力装置 (Imaging)
高速・高精度のアナログ4ch入力を搭載した画像処理ボード、Matrox Odysseyなどの製品を発売している。
日本国内ではキヤノンITソリューションズが代理店として販売・サポートを行っている。

### Matrox Imaging製品
代表的な製品ブランド
- Matrox Odyssey

PowerPC G4とASIC(Matrox Oasis)を搭載、ASICで近傍演算・画素間演算・LUP演算などを実装し、高速・高精度を実現した。
- Matrox Imaging Library

ライブラリ形式の画像処理ソフトウェア。画像処理ボードのドライバはこれに含まれる。

## ネットワーク機器  (Networking)

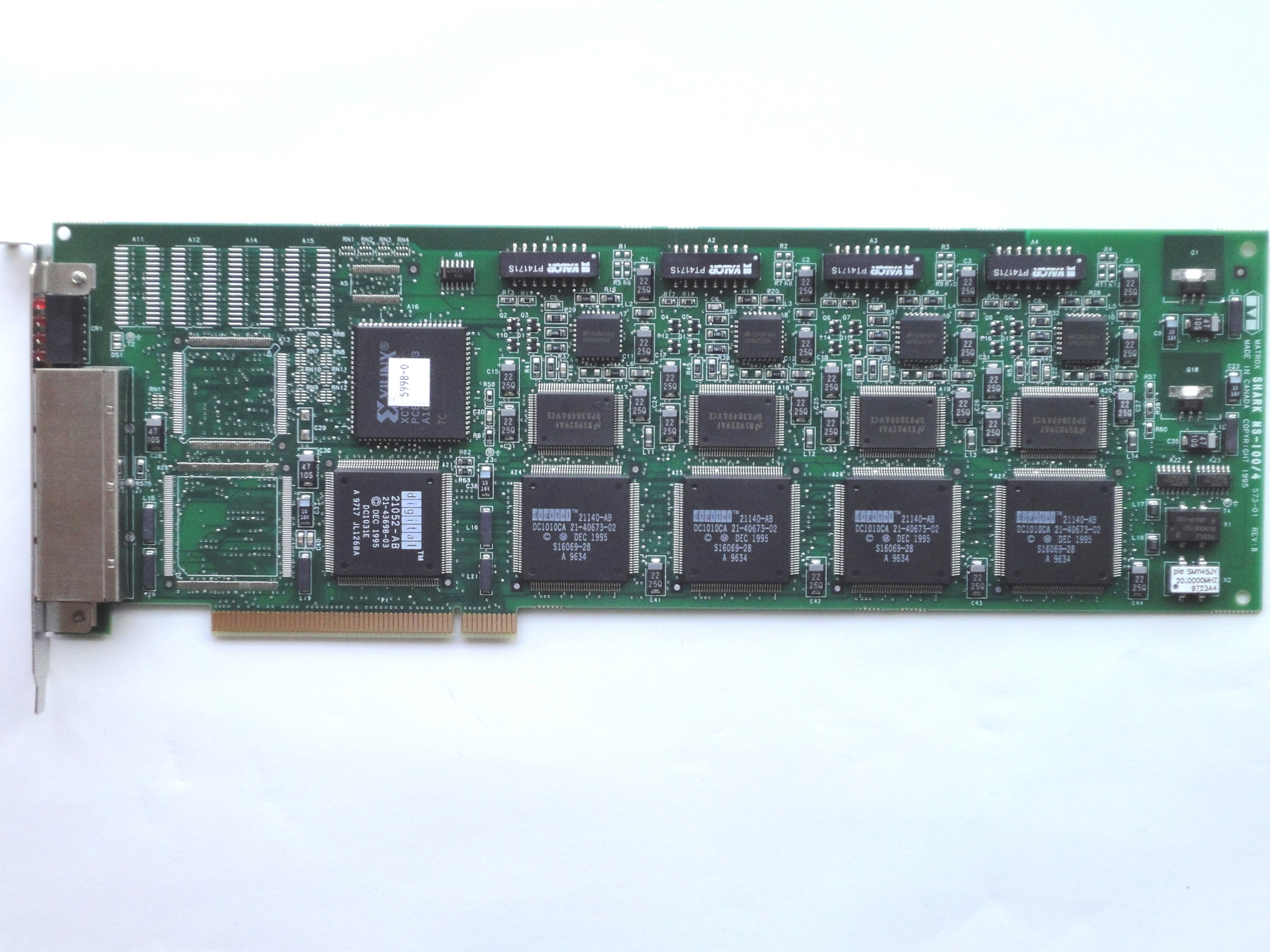
Shark NS-100/4

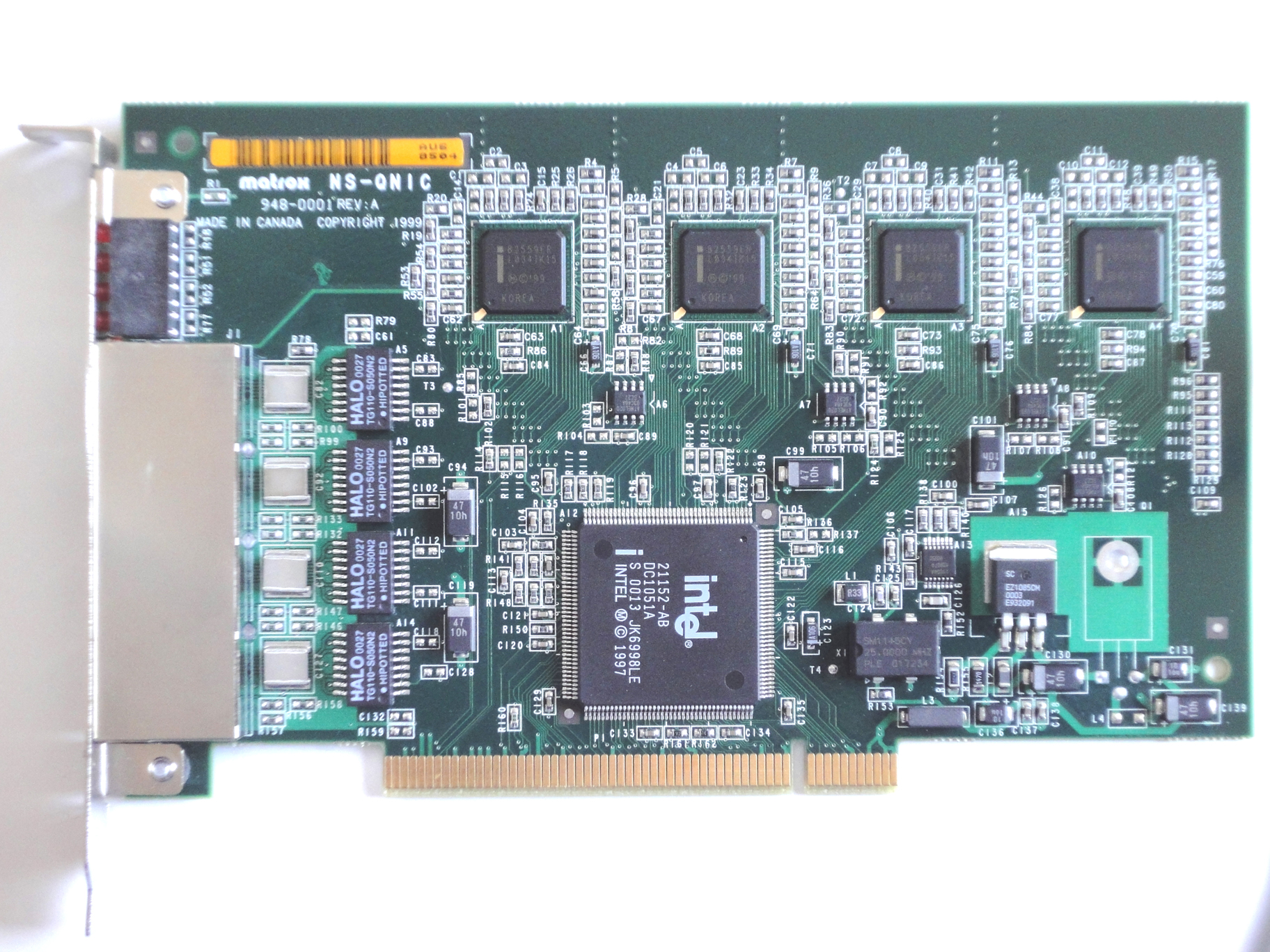
NS-FNIC/4 (NS-QNIC Quad)

インテルチップを使ったサーバー向けFast EthernetのNICや大規模ネットワーク用スイッチボックスなどを製造、Matrox Sharkというサメのロゴマークを使ったブランド名で展開していた。現在はすでに撤退済みであるが、直販サイトの Shopmatrox.com 内に サポートページ が残っている。

### Matrox Networking製品
代表的なネットワーク製品
- Shark NS-100/4 Server Adapter

MS-DOSやWindows NT期までのサーバー用のQuadタイプのFast Ethernet NIC。
- NS-FNIC/4 (NS-QNIC Quad) 10/100 Server Adapter

Shark NS-100/4の後継機種でi82559を4チップ使ったQuadのFast Ethernet NIC。
上記の2機種は特にebay等の中古市場で現在もよく流通しており、特に後者は高性能なNICである。
ただし前者のShark NS-100/4は現在のOSではまず使えないので注意が必要である。